# Eneco Tour 2013
L'Eneco Tour 2013, 9a edició de l'Eneco Tour, és una competició ciclista que es desenvolupà entre el 12 i el 18 d'agost de 2013. La prova era la vint-i-unena cursa de l'UCI World Tour 2013.
La cursa fou guanyada pel txec Zdeněk Štybar (Omega Pharma-Quick Step) gràcies a la seva victòria en la darrera etapa. En segona posició acabà el neerlandès Tom Dumoulin (Argos-Shimano), líder fins al darrer dia, i tercer l'ucraïnès Andrí Hrivko (Astana Qazaqstan Team).
En les classificacions secundàries Lars Boom (Belkin Pro Cycling Team), aconseguí la victòria en la classificació per punts, mentre Laurens de Vreese (Topsport Vlaanderen-Baloise) guanyà la classificació de la combativitat. L'equip Omega Pharma-Quick Step guanyà la classificació per equips.

## Equips participants
Com a prova World Tour els 19 equips d'aquesta categoria hi prenen part. Són convidats a participar-hi dos equips continentals professionals: Topsport Vlaanderen-Baloise i Accent Jobs-Wanty.
| Núm.    | Codi | Equip                   |
| ------- | ---- | ----------------------- |
| 1-8     | BEL  | Belkin Pro Cycling Team |
| 11-20   | BMC  | BMC Racing Team         |
| 21-28   | OPQ  | Omega Pharma-Quick Step |
| 31-38   | TST  | Team Saxo-Tinkoff       |
| 41-50   | SKY  | Team Sky                |
| 51-58   | VCD  | Vacansoleil-DCM         |
| 61-70   | LTB  | Lotto-Belisol           |
| 71-79   | RLT  | RadioShack-Leopard      |
| 81-89   | AST  | Astana Qazaqstan Team   |
| 91-98   | KAT  | Team Katusha            |
| 101-108 | GRS  | Garmin-Sharp            |

| Núm.    | Codi | Equip                       |
| ------- | ---- | --------------------------- |
| 111-118 | ARG  | Argos-Shimano               |
| 121-128 | LAM  | Lampre-Merida               |
| 131-139 | OGE  | Orica-GreenEDGE             |
| 141-149 | CAN  | Cannondale                  |
| 151-158 | MOV  | Movistar Team               |
| 161-168 | ALM  | AG2R La Mondiale            |
| 171-178 | EUS  | Euskaltel–Euskadi           |
| 181-188 | FDJ  | FDJ                         |
| 191-198 | TSV  | Topsport Vlaanderen-Baloise |
| 201-210 | AJW  | Accent Jobs-Wanty           |

## Recorregut
| Etapa    | Data       | Recorregut                                  | Km                        | Km    | Vencedor d'etapa         | Líder de la general |
| -------- | ---------- | ------------------------------------------- | ------------------------- | ----- | ------------------------ | ------------------- |
| 1a etapa | 12 d'agost | Koksijde (BEL)- Ardooie (BEL)               | Etapa plana               | 175,3 | Mark Renshaw (AUS)       | Mark Renshaw (AUS)  |
| 2a etapa | 13 d'agost | Ardooie (BEL) - Vorst (BEL)                 | Etapa trencacames         | 176,9 | Arnaud Démare (FRA)      | Arnaud Démare (FRA) |
| 3a etapa | 14 d'agost | Oosterhout (NED)- Schouwen-Duiveland (NED)  | Etapa plana               | 187,3 | Zdeněk Štybar (CZE)      | Arnaud Démare (FRA) |
| 4a etapa | 15 d'agost | Essen (BEL)- Vlijmen (NED)                  | Etapa plana               | 169,6 | André Greipel (GER)      | Lars Boom (NED)     |
| 5a etapa | 16 d'agost | Sittard-Geleen (NED) - Sittard-Geleen (NED) | contrarellotge individual | 13,2  | Sylvain Chavanel (FRA)   | Lars Boom (NED)     |
| 6a etapa | 17 d'agost | Riemst (BEL) - La Redoute (BEL)             | Etapa trencacames         | 150,0 | David López García (ESP) | Tom Dumoulin (NED)  |
| 7a etapa | 18 d'agost | Tienen (BEL) - Geraardsbergen (BEL)         | Etapa trencacames         | 208,0 | Zdeněk Štybar (CZE)      | Zdeněk Štybar (CZE) |

### Etapa 1
12 d'agost de 2013 — Koksijde (Bèlgica) - Ardooie (Bèlgica), 175,3
|    | Ciclista                  | Equip                       | Temps      |
| -- | ------------------------- | --------------------------- | ---------- |
| 1  | Mark Renshaw (AUS)        | Belkin Pro Cycling Team     | 4h 01' 14" |
| 2  | André Greipel (GER)       | Lotto-Belisol               | + 2"       |
| 3  | Giacomo Nizzolo (ITA)     | RadioShack-Leopard          | + 2"       |
| 4  | Maximiliano Richeze (ARG) | Lampre-Merida               | + 2"       |
| 5  | Elia Viviani (ITA)        | Cannondale                  | + 2"       |
| 6  | Taylor Phinney (EUA)      | BMC Racing Team             | + 2"       |
| 7  | Michael van Staeyen (BEL) | Topsport Vlaanderen-Baloise | + 2"       |
| 8  | Davide Appollonio (ITA)   | AG2R La Mondiale            | + 2"       |
| 9  | Alessandro Petacchi (ITA) | Omega Pharma-Quick Step     | + 2"       |
| 10 | Ruslan Tleubayev (KAZ)    | Astana Qazaqstan Team       | + 2"       |

|    | Ciclista                  | Equip                       | Temps      |
| -- | ------------------------- | --------------------------- | ---------- |
| 1  | Mark Renshaw (AUS)        | Belkin Pro Cycling Team     | 4h 01' 04" |
| 2  | André Greipel (GER)       | Lotto-Belisol               | + 6"       |
| 3  | Pieter Jacobs (BEL)       | Topsport Vlaanderen-Baloise | + 7"       |
| 4  | Giacomo Nizzolo (ITA)     | RadioShack-Leopard          | + 8"       |
| 5  | Benjamin Verraes (BEL)    | Accent Jobs-Wanty           | + 8"       |
| 6  | Lars Boom (NED)           | Belkin Pro Cycling Team     | + 9"       |
| 7  | Laurens de Vreese (BEL)   | Topsport Vlaanderen-Baloise | + 9"       |
| 8  | Taylor Phinney (EUA)      | BMC Racing Team             | + 10"      |
| 9  | Maciej Bodnar (POL)       | Cannondale                  | + 11"      |
| 10 | Maximiliano Richeze (ARG) | Lampre-Merida               | + 12"      |

### Etapa 2
13 d'agost de 2013; Ardooie - Vorst, 176,9 km
|    | Ciclista                  | Equip                   | Temps      |
| -- | ------------------------- | ----------------------- | ---------- |
| 1  | Arnaud Démare (FRA)       | FDJ                     | 4h 03' 34" |
| 2  | Philippe Gilbert (BEL)    | BMC Racing Team         | m. t.      |
| 3  | Tyler Farrar (EUA)        | Garmin-Sharp            | m. t.      |
| 4  | Marko Kump (SLO)          | Team Saxo-Tinkoff       | m. t.      |
| 5  | Alessandro Petacchi (ITA) | Omega Pharma-Quick Step | m. t.      |
| 6  | Jempy Drucker (LUX)       | Accent Jobs-Wanty       | m. t.      |
| 7  | Filippo Pozzato (ITA)     | Lampre-Merida           | m. t.      |
| 8  | Taylor Phinney (EUA)      | BMC Racing Team         | m. t.      |
| 9  | Lars Boom (NED)           | Belkin Pro Cycling Team | m. t.      |
| 10 | Mathieu Ladagnous (FRA)   | FDJ                     | m. t.      |

|    | Ciclista                  | Equip                   | Temps      |
| -- | ------------------------- | ----------------------- | ---------- |
| 1  | Arnaud Démare (FRA)       | FDJ                     | 8h 04' 40" |
| 2  | Mark Renshaw (AUS)        | Belkin Pro Cycling Team | + 3"       |
| 3  | Philippe Gilbert (BEL)    | BMC Racing Team         | + 4"       |
| 4  | Tyler Farrar (EUA)        | Garmin-Sharp            | + 6"       |
| 5  | Lars Boom (NED)           | Belkin Pro Cycling Team | + 7"       |
| 6  | Taylor Phinney (EUA)      | BMC Racing Team         | + 8"       |
| 7  | André Greipel (GER)       | Lotto-Belisol           | + 9"       |
| 8  | Alessandro Petacchi (ITA) | Omega Pharma-Quick Step | + 10"      |
| 9  | Mathieu Ladagnous (FRA)   | FDJ                     | + 10"      |
| 10 | Jempy Drucker (LUX)       | Accent Jobs-Wanty       | + 10"      |

### Etapa 3
14 d'agost de 2013; Oosterhout - Schouwen-Duiveland, 187,3
|    | Ciclista                  | Equip                   | Temps      |
| -- | ------------------------- | ----------------------- | ---------- |
| 1  | Zdeněk Štybar (CZE)       | Omega Pharma-Quick Step | 4h 14' 00" |
| 2  | Maximiliano Richeze (ARG) | Lampre-Merida           | m. t.      |
| 3  | Lars Boom (NED)           | Belkin Pro Cycling Team | m. t.      |
| 4  | Giacomo Nizzolo (ITA)     | RadioShack-Leopard      | + 2"       |
| 5  | André Greipel (GER)       | Lotto-Belisol           | + 2"       |
| 6  | Manuel Belletti (ITA)     | AG2R La Mondiale        | + 2"       |
| 7  | Danilo Napolitano (ITA)   | Accent Jobs-Wanty       | + 2"       |
| 8  | Aleksandr Pórsev (RUS)    | Team Katusha            | + 2"       |
| 9  | Davide Appollonio (ITA)   | AG2R La Mondiale        | + 2"       |
| 10 | José Joaquín Rojas (ESP)  | Movistar Team           | + 2"       |

|    | Ciclista                  | Equip                   | Temps       |
| -- | ------------------------- | ----------------------- | ----------- |
| 1  | Arnaud Démare (FRA)       | FDJ                     | 12h 18' 42" |
| 2  | Lars Boom (NED)           | Belkin Pro Cycling Team | + 1"        |
| 3  | Zdeněk Štybar (CZE)       | Omega Pharma-Quick Step | + 3"        |
| 4  | Mark Renshaw (AUS)        | Belkin Pro Cycling Team | + 3"        |
| 5  | Philippe Gilbert (BEL)    | BMC Racing Team         | + 4"        |
| 6  | Tyler Farrar (EUA)        | Garmin-Sharp            | + 6"        |
| 7  | André Greipel (GER)       | Lotto-Belisol           | + 8"        |
| 8  | Taylor Phinney (EUA)      | BMC Racing Team         | + 8"        |
| 9  | Alessandro Petacchi (ITA) | Omega Pharma-Quick Step | + 10"       |
| 10 | Jempy Drucker (LUX)       | Accent Jobs-Wanty       | + 10"       |

### Etapa 4
15 d'agost de 2013; Essen - Vlijmen, 169,6 km
|    | Ciclista                  | Equip                   | Temps      |
| -- | ------------------------- | ----------------------- | ---------- |
| 1  | André Greipel (GER)       | Lotto-Belisol           | 3h 47' 36" |
| 2  | Giacomo Nizzolo (ITA)     | RadioShack-Leopard      | m. t.      |
| 3  | Lars Boom (NED)           | Belkin Pro Cycling Team | m. t.      |
| 4  | Alessandro Petacchi (ITA) | Omega Pharma-Quick Step | m. t.      |
| 5  | Aleksandr Pórsev (RUS)    | Team Katusha            | m. t.      |
| 6  | Tyler Farrar (EUA)        | Garmin-Sharp            | m. t.      |
| 7  | Jens Keukeleire (BEL)     | Orica-GreenEDGE         | m. t.      |
| 8  | Iauhèn Hutaròvitx (BLR)   | AG2R La Mondiale        | m. t.      |
| 9  | Elia Viviani (ITA)        | Cannondale              | m. t.      |
| 10 | Christopher Sutton (AUS)  | Team Sky                | m. t.      |

|    | Ciclista                  | Equip                       | Temps       |
| -- | ------------------------- | --------------------------- | ----------- |
| 1  | Lars Boom (NED)           | Belkin Pro Cycling Team     | 16h 06' 15" |
| 2  | André Greipel (GER)       | Lotto-Belisol               | + 1"        |
| 3  | Arnaud Démare (FRA)       | FDJ                         | + 3"        |
| 4  | Zdeněk Štybar (CZE)       | Omega Pharma-Quick Step     | + 6"        |
| 5  | Philippe Gilbert (BEL)    | BMC Racing Team             | + 7"        |
| 6  | Tyler Farrar (EUA)        | Garmin-Sharp                | + 9"        |
| 7  | Alessandro Petacchi (ITA) | Omega Pharma-Quick Step     | + 13"       |
| 8  | Giacomo Nizzolo (ITA)     | RadioShack-Leopard          | + 15"       |
| 9  | Taylor Phinney (EUA)      | BMC Racing Team             | + 17"       |
| 10 | Pieter Jacobs (BEL)       | Topsport Vlaanderen-Baloise | + 17"       |

### Etapa 5
16 d'agost de 2013; Sittard-Geleen - Sittard-Geleen, 13,2 km, contrarellotge individual
|    | Ciclista                  | Equip                   | Temps   |
| -- | ------------------------- | ----------------------- | ------- |
| 1  | Sylvain Chavanel (FRA)    | Omega Pharma-Quick Step | 16' 04" |
| 2  | Tom Dumoulin (NED)        | Argos-Shimano           | + 4"    |
| 3  | Jesse Sergent (NZL)       | RadioShack-Leopard      | + 4"    |
| 4  | Sebastian Langeveld (NED) | Orica-GreenEDGE         | + 6"    |
| 5  | Bradley Wiggins (GBR)     | Team Sky                | + 9"    |
| 6  | Taylor Phinney (EUA)      | BMC Racing Team         | + 11"   |
| 7  | Vladímir Gússev (RUS)     | Team Katusha            | + 14"   |
| 8  | Lieuwe Westra (NED)       | Vacansoleil-DCM         | + 17"   |
| 9  | Andrí Hrivko (UKR)        | Astana Qazaqstan Team   | + 18"   |
| 10 | Lars Boom (NED)           | Belkin Pro Cycling Team | + 20"   |

|    | Ciclista                  | Equip                   | Temps       |
| -- | ------------------------- | ----------------------- | ----------- |
| 1  | Lars Boom (NED)           | Belkin Pro Cycling Team | 16h 22' 39" |
| 2  | Sylvain Chavanel (FRA)    | Omega Pharma-Quick Step | + 4"        |
| 3  | Tom Dumoulin (NED)        | Argos-Shimano           | + 8"        |
| 4  | Taylor Phinney (EUA)      | BMC Racing Team         | + 8"        |
| 5  | Sebastian Langeveld (NED) | Orica-GreenEDGE         | + 10"       |
| 6  | Philippe Gilbert (BEL)    | BMC Racing Team         | + 18"       |
| 7  | Andrí Hrivko (UKR)        | Astana Qazaqstan Team   | + 23"       |
| 8  | Zdeněk Štybar (CZE)       | Omega Pharma-Quick Step | + 24"       |
| 9  | Vladímir Gússev (RUS)     | Team Katusha            | + 25"       |
| 10 | Ian Stannard (GBR)        | Team Sky                | + 26"       |

### Etapa 6
17 d'agost de 2013; Riemst - La Redoute, 150,0 km
|    | Ciclista                | Equip                   | Temps      |
| -- | ----------------------- | ----------------------- | ---------- |
| 1  | David López (ESP)       | Team Sky                | 3h 51' 13" |
| 2  | Zdeněk Štybar (CZE)     | Omega Pharma-Quick Step | + 2"       |
| 3  | Maciej Paterski (POL)   | Cannondale              | + 2"       |
| 4  | Tom Dumoulin (NED)      | Argos-Shimano           | + 3"       |
| 5  | Jan Bakelants (BEL)     | RadioShack-Leopard      | + 3"       |
| 6  | Ángel Madrazo (ESP)     | Movistar Team           | + 3"       |
| 7  | Lieuwe Westra (NED)     | Vacansoleil-DCM         | + 3"       |
| 8  | Daryl Impey (RSA)       | Orica-GreenEDGE         | + 3"       |
| 9  | Nick Nuyens (BEL)       | Garmin-Sharp            | + 12"      |
| 10 | Arnold Jeannesson (FRA) | FDJ                     | + 12"      |

|    | Ciclista               | Equip                   | Temps       |
| -- | ---------------------- | ----------------------- | ----------- |
| 1  | Tom Dumoulin (NED)     | Argos-Shimano           | 20h 14' 03" |
| 2  | Zdeněk Štybar (CZE)    | Omega Pharma-Quick Step | + 9"        |
| 3  | Andrí Hrivko (UKR)     | Astana Qazaqstan Team   | + 24"       |
| 4  | Jan Bakelants (BEL)    | RadioShack-Leopard      | + 29"       |
| 5  | Daryl Impey (RSA)      | Orica-GreenEDGE         | + 29"       |
| 6  | Lieuwe Westra (NED)    | Vacansoleil-DCM         | + 37"       |
| 7  | Sylvain Chavanel (FRA) | Omega Pharma-Quick Step | + 50"       |
| 8  | Wilco Kelderman (NED)  | Belkin Pro Cycling Team | + 1' 07"    |
| 9  | Pieter Weening (NED)   | Orica-GreenEDGE         | + 1' 16"    |
| 10 | Maksim Iglinski (KAZ)  | Astana Qazaqstan Team   | + 1' 33"    |

### Etapa 7
18 d'agost de 2013; Tienen - Geraardsbergen, 208,0 km
|    | Ciclista                | Equip                       | Temps      |
| -- | ----------------------- | --------------------------- | ---------- |
| 1  | Zdeněk Štybar (CZE)     | Omega Pharma-Quick Step     | 5h 00' 03" |
| 2  | Ian Stannard (GBR)      | Team Sky                    | + 4"       |
| 3  | Lars Boom (NED)         | Belkin Pro Cycling Team     | + 12"      |
| 4  | Manuel Quinziato (ITA)  | BMC Racing Team             | + 14"      |
| 5  | Pieter Weening (NED)    | Orica-GreenEDGE             | + 17"      |
| 6  | Daryl Impey (RSA)       | Orica-GreenEDGE             | + 25"      |
| 7  | Wilco Kelderman (NED)   | Belkin Pro Cycling Team     | + 25"      |
| 8  | Tom Dumoulin (NED)      | Argos-Shimano               | + 25"      |
| 9  | Filippo Pozzato (ITA)   | Lampre-Merida               | + 25"      |
| 10 | Laurens De Vreese (BEL) | Topsport Vlaanderen-Baloise | + 25"      |

|    | Ciclista               | Equip                   | Temps       |
| -- | ---------------------- | ----------------------- | ----------- |
| 1  | Zdeněk Štybar (CZE)    | Omega Pharma-Quick Step | 25h 14' 05" |
| 2  | Tom Dumoulin (NED)     | Argos-Shimano           | + 26"       |
| 3  | Andrí Hrivko (UKR)     | Astana Qazaqstan Team   | + 50"       |
| 4  | Jan Bakelants (BEL)    | RadioShack-Leopard      | + 55"       |
| 5  | Daryl Impey (RSA)      | Orica-GreenEDGE         | + 55"       |
| 6  | Sylvain Chavanel (FRA) | Omega Pharma-Quick Step | + 1' 20"    |
| 7  | Wilco Kelderman (NED)  | Belkin Pro Cycling Team | + 1' 32"    |
| 8  | Pieter Weening (NED)   | Orica-GreenEDGE         | + 1' 34"    |
| 9  | Maksim Iglinski (KAZ)  | Astana Qazaqstan Team   | + 2' 07"    |
| 10 | Maxime Monfort (BEL)   | RadioShack-Leopard      | + 2' 14"    |

## Classificacions finals

### Classificació general
|    | Ciclista               | Equip                   | Temps       |
| -- | ---------------------- | ----------------------- | ----------- |
| 1  | Zdeněk Štybar (CZE)    | Omega Pharma-Quick Step | 25h 14' 05" |
| 2  | Tom Dumoulin (NED)     | Argos-Shimano           | + 26"       |
| 3  | Andrí Hrivko (UKR)     | Astana Qazaqstan Team   | + 50"       |
| 4  | Jan Bakelants (BEL)    | RadioShack-Leopard      | + 55"       |
| 5  | Daryl Impey (RSA)      | Orica-GreenEDGE         | + 55"       |
| 6  | Sylvain Chavanel (FRA) | Omega Pharma-Quick Step | + 1' 20"    |
| 7  | Wilco Kelderman (NED)  | Belkin Pro Cycling Team | + 1' 32"    |
| 8  | Pieter Weening (NED)   | Orica-GreenEDGE         | + 1' 34"    |
| 9  | Maksim Iglinski (KAZ)  | Astana Qazaqstan Team   | + 2' 07"    |
| 10 | Maxime Monfort (BEL)   | RadioShack-Leopard      | + 2' 14"    |

### Classificacions secundàries
|   | Ciclista            | Equip                   | Punts |
| - | ------------------- | ----------------------- | ----- |
| 1 | Lars Boom (BEL)     | Belkin Pro Cycling Team | 100   |
| 2 | André Greipel (GER) | Lotto-Belisol           | 99    |
| 3 | Zdeněk Štybar (CZE) | Omega Pharma-Quick Step | 85    |

|   | Ciclista                | Equip                       | Punts |
| - | ----------------------- | --------------------------- | ----- |
| 1 | Laurens de Vreese (BEL) | Topsport Vlaanderen-Baloise | 66    |
| 2 | Mathew Hayman (AUS)     | Team Sky                    | 36    |
| 3 | Pieter Jacobs (BEL)     | Topsport Vlaanderen-Baloise | 30    |

#### Classificació per equips
|   | Equip                   | Temps       |
| - | ----------------------- | ----------- |
| 1 | Omega Pharma-Quick Step | 75h 46' 08" |
| 2 | Orica-GreenEDGE         | + 1' 39"    |
| 3 | RadioShack-Leopard      | + 3' 05"    |

### UCI World Tour
L'Eneco Tour atorga punts per l'UCI World Tour 2013 sols als ciclistes dels equips de categoria ProTeam.
| Posició               | 1r  | 2n | 3r | 4t | 5è | 6è | 7è | 8è | 9è | 10è |
| Classificació general | 100 | 80 | 70 | 60 | 50 | 40 | 30 | 20 | 10 | 4   |
| Per etapa             | 6   | 4  | 2  | 1  | 1  |    |    |    |    |     |

## Evolució de les classificacions
| Etapa | Vencedor         | Classificació general | Classificació per punts | Classificació de la combativitat | Classificació per equips |
| ----- | ---------------- | --------------------- | ----------------------- | -------------------------------- | ------------------------ |
| 1     | Mark Renshaw     | Mark Renshaw          | Mark Renshaw            | Laurens De Vreese                | Belkin Pro Cycling Team  |
| 2     | Arnaud Démare    | Arnaud Démare         | Taylor Phinney          | Laurens De Vreese                | FDJ                      |
| 3     | Zdeněk Štybar    | Arnaud Démare         | André Greipel           | Laurens De Vreese                | FDJ                      |
| 4     | André Greipel    | Lars Boom             | André Greipel           | Laurens De Vreese                | Omega Pharma-Quick Step  |
| 5     | Sylvain Chavanel | Lars Boom             | André Greipel           | Laurens De Vreese                | Omega Pharma-Quick Step  |
| 6     | David López      | Tom Dumoulin          | André Greipel           | Laurens De Vreese                | RadioShack-Leopard       |
| 7     | Zdeněk Štybar    | Zdeněk Štybar         | Lars Boom               | Laurens De Vreese                | Omega Pharma-Quick Step  |
| Final | Final            | Zdeněk Štybar         | Lars Boom               | Laurens De Vreese                | Omega Pharma-Quick Step  |